# Трето
Трето́ (фр. Treteau) — коммуна во Франции, находится в регионе Овернь. Департамент коммуны — Алье. Входит в состав кантона Жалиньи-сюр-Бебр. Округ коммуны — Виши.
Код INSEE коммуны — 03289.

## Население
Население коммуны на 2008 год составляло 551 человек.
| 1962 | 1968 | 1975 | 1982 | 1990 | 1999 | 2008 |
| ---- | ---- | ---- | ---- | ---- | ---- | ---- |
| 729  | 756  | 655  | 603  | 560  | 514  | 551  |

## Экономика
В 2007 году среди 330 человек в трудоспособном возрасте (15—64 лет) 242 были экономически активными, 88 — неактивными (показатель активности — 73,3 %, в 1999 году было 63,6 %). Из 242 активных работали 218 человек (128 мужчин и 90 женщин), безработных было 24 (9 мужчин и 15 женщин). Среди 88 неактивных 13 человек были учениками или студентами, 37 — пенсионерами, 38 были неактивными по другим причинам.